# A 2015. október 10-ei ankarai események
A 2015. október 10-ei ankarai események egy két robbantásból álló merényletsorozatból indult eseménysorozat.

## A robbantások
10 óra 04 perckor 2 robbanás történt az Ankara Central vasútállomáson. Közvetlenül (azon a napon) 102 halottja és több, mint 400 sebesültje volt a robbantásoknak.
A robbantás a több erős mozgalom által szervezett „Munka, béke és demokrácia” felvonuláson történt, mely a török hadsereg és a kurd PKK közti párbeszédet szorgalmazta. Az elkövetők tekintetében valószínűsítik, hogy az Iszlám Állam 2 tagja követte el, és a megbékélési tüntetés elleni provokációnak is tekinthető.

## Törvénysértő reakciók
Az események folytatása a kormány törvénysértő reakcióiból állt. Az időzítés nem független a november 21-ei választásoktól sem.
A kormány a robbantásokban megsérült ellenzéki tüntetőkkel szemben könnygázt vetett be, és akadályozta a mentőautók forgalmát. Ezek után a török kormány – durván korlátozva a szólásszabadságot – a legtöbb tudósítást betiltotta.

## Nemzetközi tiltakozások
A török kormány jogsértései ellen a demokratikus világban tiltakozások indultak. Az Európai Unió tagországai közül először Franciaországban, Párizsban tartottak sok ezres tiltakozást a török kormány eljárása ellen.
Görögországban a legtöbb állami szervre jellemző részvétnyilvánítás mellett kormányszinten is felhívták Törökországot a demokratikus értékek tiszteletben tartására. Mindemellett számos demokratikus török közösség tiltakozott a török kormány eljárása ellen szerte a világon.

## Fordítás
- Ez a szócikk részben vagy egészben  a(z)   2015 Ankara bombings című angol Wikipédia-szócikk fordításán alapul.  Az eredeti cikk szerkesztőit annak laptörténete sorolja fel. Ez a jelzés csupán a megfogalmazás eredetét és a szerzői jogokat jelzi, nem szolgál a cikkben szereplő információk forrásmegjelöléseként.